# František Lexa
František Lexa (ur. 5 kwietnia 1876 w Pardubicach, zm. 13 lutego 1960 w Pradze) – czeski orientalista, profesor egiptologii. 
Był jednym z pierwszych członków czeskiego Instytutu Orientalistyki. 